# Nagy Albert (főszámvevő)
Szindi Nagy Albert (Szind (Torda-Aranyos megye), 1848. augusztus 30. – 1922 előtt) főszámvevő, újságíró, költő, Nagy Albert festő édesapja.

## Életútja
Kövendi Nagy Lajos és Lava Katalin fia. Jogot végzett, és 1878-ban került a Torda-Aranyos vármegyei hivatalhoz, ahol 1890-ben főszámvevő lett.
Rendes tudósítója volt évekig a kolozsvári Magyar Polgárnak, mely lapban jelentek meg tárcacikkei is. Cikkei az Erdélyben (1899. Havasi utunk); az Aranyosvidékben (1900. Petőfi. Ezen lapban jelent meg a tordai Szaniszló Zsigmond című nagyobb munkája is). Az Ellenzékben rendszeres rovata volt Ellesett párbeszéd címmel.
Háromszor nősült. Második házasságából, Moldvai Borbálával (h. 1900–1912), három fiú született: Albert (1902–1970), a festő, Ervin, az órás (1904–?) és Ernő, „a  könyves" (1906–1989).

## Munkái
- Levél Kőváry Lászlóhoz. Torda, 1899. (Versben).
- Felhőfoszlányok. Költemények. Torda, 1901. (Ismertetések: Aranyosvidék 26. sz. 1. old., Vasárnapi Ujság 35. sz. 568. old.).